# 88e bataillon de tirailleurs sénégalais
Le 88e Bataillon de Tirailleurs Sénégalais (ou 88e BTS) est un bataillon français des troupes coloniales.

## Création et différentes dénominations
- 16/12/1916: Création du 88e Bataillon de Tirailleurs Sénégalais au camp du Courneau (Gironde)
- 05/05/1917: Le bataillon cède la majorité de ses effectifs au 58e Régiment Mixte
- 12/05/1917: Dissolution, les effectifs restant basculent au 71e BTS

## Chefs de corps
- 16/12/1916: Chef de bataillon Camille Durif

## Historique des garnisons, combats et batailles du88eBTS
- 03/04/1917: Le bataillon embarque en gare de Bordeaux pour le front du Nord-ouest
- 05/04/1917: Arrivée à la Fère-en-Tardenois
- 06/04/1917: Cantonnement à Coulonges
- 16/04/1917: Le bataillon prend part à l'offensive avec les 52e et 53e RIC, auxquels il rattaché
- 20/04/1917: Le bataillon est reconstitué et va cantonner à Longueval
- 22/04/1917: Déplacement à Bièvres (Aisne)

### Sources et bibliographie
Mémoire des Hommes